# Lorenzo Tugnoli
Lorenzo Tugnoli est un photojournaliste indépendant italien né le 14 septembre 1978 à Lugo.
Il est lauréat du prix Pulitzer de la photographie d'actualité en 2019 et du trophée photo du Prix Bayeux-Calvados des correspondants de guerre en 2020.

## Biographie
Né à Lugo (RA) en 1979, Lorenzo Tugnoli a déménagé avec sa famille près de Sant'Agata sul Santerno en 1984 où il fréquente les écoles primaires et secondaires. Il découvre la passion de la photographie en autodidacte. Il est diplômé du Liceo Scientifico G. Ricci Curbastro de Lugo et diplômé en physique de l'université de Bologne.
Il voyage au Chiapas, dans les territoires palestiniens et en Syrie. En 2010, il atteint l'Afghanistan où la guerre civile fait rage. Il travaille à Kaboul pendant cinq ans.
Il collabore depuis 2010 avec des journaux et magazines internationaux, dont The Washington Post, comme photographe indépendant.
Ses reportages sont aussi publiés dans The New York Times, The Wall Street Journal et le Time Magazine.
Il obtient en 2019 le prix Pulitzer de la photographie d'actualité pour « un récit photographique brillant de la famine tragique au Yémen, illustré à travers des images dans lesquelles la beauté et le sang-froid étaient mêlés à la dévastation ».
Lorenzo Tugnoli vit et travaille à Beyrouth depuis 2015. Il est représenté par l'agence Contrasto Press Agency,.

## Exposition
Liste non exhaustive
- 2019 : La Crise au Yémen, Visa pour l’image, Perpignan[6]

## Publication
- The Little Book of Kabul (avec Francesca Recchia), 2014[7]

## Prix et récompenses
Liste non exhaustive
- 2019 : World Press Photo, « General news » pour son reportage sur la crise humanitaire au Yémen[8]
- 2019 : prix Pulitzer de la photographie d'actualité pour son reportage sur la crise humanitaire au Yémen[9],[10]
- 2020 : World Press Photo, « Contemporary Issues » pour un travail au long cours en Afghanistan, La Guerre la plus longue, réalisé avec The Washington Post[8]
- 2020 : prix Bayeux-Calvados des correspondants de guerre, pour La Guerre la plus longue, réalisé avec The Washington Post[3],[9]
- 2021 : World Press Photo « Photo of the Year Nominee », pour sa photo d’un homme blessé après les explosions au port de Beyrouth de 2020[8]